# Шарптон, Эл
Альфред Чарльз Шарптон младший (англ.  Alfred Charles Sharpton Jr, родился 3 октября 1954 года) — активист за гражданские права чернокожих, баптиский священник, политик, Ведущий ток-шоу на радио и ТВ и киноактёр, а также бывший советник Белого дома при президенте Бараке Обаме. В 2004 году он был кандидатом от Демократической партии на президентских выборах в США. Он ведёт собственное ток-шоу «Keepin 'It Real» и регулярно выступает в качестве гостя на кабельном новостном телевидении. В 2011 году он был объявлен ведущим ночного ток-шоу PoliticsNation на телеканале MSNBC. В 2015 году программа была перенесена на воскресные утренние часы.
Сторонники Шарптона хвалят «его способность и готовность бросить вызов властной структуре, которая считается причиной их страданий», и считают его «человеком, который желает сказать это так, как оно есть». Бывший мэр Нью-Йорка Эд Коч, некогда его противник, сказал, что Шарптон заслуживает уважения, которым он пользуется среди чернокожих американцев: «Он готов пойти за них в тюрьму, и он там, где они нуждаются в нём». Президент Барак Обама сказал, что Шарптон — «голос безмолвных и поборников угнетённых». Опрос Zogby Analytics 2013 года показал, что четверть афроамериканцев сказали, что Шарптон выступает за них.

## Ранние годы
Альфред Чарльз Шарптон младший родился в районе Браунсвилл в Бруклине, Нью-Йорк, от Ады (урожденная Ричардс) и Альфреда Чарльза Шарптона-старшего. В их семье были отчасти корни чероки. Он прочитал свою первую проповедь в возрасте четырёх лет и гастролировал с певицей госпел Махалией Джексон.
В 1963 году отец Шарптона оставил свою жену, чтобы вступить в отношения со сводной сестрой Шарптона. Ада устроилась на работу горничной, но её доход был таким низким, что семья получила право на социальное обеспечение, и ей пришлось переехать из района среднего класса в Холлисе, Куинс, в проекты государственного жилья в районе Браунсвилл в Бруклине.
Шарптон окончил среднюю школу Сэмюэля Дж. Тилдена в Бруклине и стал учиться в Бруклинском колледже, но бросил учёбу через два года в 1975 году. В 1972 году он принял должность молодёжного директора по президентской кампании афроамериканской конгрессвумен Ширли Чизхольм. В период между 1973 и 1980 годами Шарптон занимал должность тур-менеджера Джеймса Брауна.

## Активность
В 1969 году Джесси Джексон назначил Шарптона на должность молодёжного директора нью-йоркского отделения Operation Breadbasket — группы, которая занималась продвижением новых и лучших рабочих мест для афроамериканцев .
В 1971 году Шарптон основал Национальное молодёжное движение для сбора средств для обедневшей молодежи.

### Бернард Гётц
Бернхард Гётц застрелил четырёх афроамериканцев в поезде на второй линии метро Нью-Йорка в Манхэттене 22 декабря 1984 года, когда они подошли к нему и якобы пытались ограбить его. На суде с Гётца были сняты все обвинения, за исключением ношения нелицензионного огнестрельного оружия. Шарптон провел несколько маршей в знак протеста против слабого судебного преследования по этому делу.
Шарптон и другие лидеры за гражданские права заявили, что действия Гётца были расистскими, и потребовали провести федеральное расследование по гражданским правам. Федеральное расследование пришло к выводу, что стрельба произошла из-за попытки грабежа, а не по расовым мотивам.

### Хауард-Бич
20 декабря 1986 года трое афроамериканцев были атакованы бандой белых мужчин в районе Хауард-Бич в Квинсе. Мужчины дали отпор и преследовали своих нападающих до бульвара Белт, где один из них, Майкл Гриффит, был сбит и убит проезжающим автомобилем.
Неделю спустя, 27 декабря, Шарптон провел 1200 демонстрантов маршем по улицам Хауард-Бич. Жители района, которые были в подавляющем большинстве белыми, выкрикивали расистские оскорбления по отношению к протестующим, которые были в основном чернокожими. Губернатор Нью-Йорка Марио Куомо назначил специального адвоката после того, как две выжившие жертвы отказались сотрудничать с окружным прокурором Квинса. Роль Шарптона в деле помогла дать ему национальную известность.

### Бенсонхёрст
23 августа 1989 года четверо афроамериканских подростков были избиты группой из 10-30 белых итало-американских юношей в Бенсонхерсте, район Бруклина. Один житель Бенсонхерста, вооруженный пистолетом, застрелил шестнадцатилетнего Юсефа Хокинса.
В течение нескольких недель после нападения и убийства Шарптон провел несколько маршей через Бенсонхерст. Первый протест, спустя всего несколько дней после инцидента, жители района встретили криками «Нигеры, убирайтесь домой» и держанием арбузов, чтобы оскорбить демонстрантов.
Шарптон также пригрозил, что три товарища Хокинса не будут сотрудничать с прокурором Элизабет Хольцман, если её офис не согласится нанять больше черных адвокатов. В конце концов они стали сотрудничать.
В мае 1990 года, когда один из двух лидеров группы был оправдан по самым серьёзным обвинениям, выдвинутым против него, Шарптон провел ещё один марш через Бенсонхерст. В январе 1991 года, когда другим членам банды были вынесены легкие приговоры, Шарптон запланировал ещё один марш на 12 января 1991 года. До начала этой демонстрации местный житель Майкл Риккарди пытался убить Шарптона, нанеся ему удар в грудь ножом. Шарптон оправился от ран и позже попросил судью о снисхождении, когда Риккарди был уже приговорён.

### Национальная сеть действий
В 1991 году Шарптон основал Национальную сеть действий, организацию, призванную расширить просвещение избирателей, предоставлять услуги людям, живущим в бедности, и поддерживать малый общественный бизнес. В 2016 году Бойс Кимбер, партнёр Шарптона и член его национального совета НСД, вместе с бизнесменом и филантропом Доном Ваккаро, создал Grace Churches Websites, некоммерческую организацию, которая помогает церквям создавать и запускать свои собственные сайты.

### Бунт на Краун-Хайтс
Бунт на Краун-Хайтс начался 19 августа 1991 года, после того как автомобиль, которым управлял еврей, и часть процессии во главе с полицейской машиной без опознавательных знаков, проехали перекресток и были сбиты другим транспортным средством, в результате чего он повернул на тротуар, где случайно сбил семилетнего гайанского мальчика по имени Гэвин Като и тяжело ранил его кузину Анжелу. Свидетели не могли договориться о скорости и о том, был свет жёлтым или красным. Одним из факторов, вызвавших беспорядки, стало прибытие частной машины скорой помощи, которая позже была обнаружена по приказу полицейского, который беспокоился за безопасность еврейского водителя, и увезла его с места происшествия, в то время как Като лежал зажатый автомобилем. Вскоре после того, как Като и его кузину вытащили из-под колес они были обследованы муниципальной скорой помощью . Карибско-американские и афроамериканские жители этого района в течение четырёх дней подряд устраивали беспорядки, подогреваемые слухами о том, что частная скорая помощь отказалась лечить Като. Во время беспорядков чернокожая молодёжь грабила магазины, избивала евреев на улице, и, сталкиваясь с группами евреев, швыряла в них камнями и бутылками после чего Янкель Розенбаум, студент из Австралии, был ранен и убит кем-то из толпы, в то время как некоторые из бунтующих скандировали «Убей еврея» и «Вывезти евреев».
Вскоре после беспорядков Шарптон прошёл вместе с 400 скандирующими («Чьи улицы? Наши улицы!» И «Нет справедливости, нет мира!») через Краун-Хайтс и перед штаб-квартирой хасидского движения Хабад-Любавич, несмотря на попытки мэра Дэвида Динкинса помешать проведению марша. Некоторые комментаторы чувствовали, что Шарптон разжигал напряженность, делая замечания, которые включали: "Если евреи хотят надеть их, скажите им, чтобы они нацепили покрепче свои ермолки и приходили ко мне домой ". В последующие десятилетия Шарптон признавал, что его язык и тон «иногда усиливали напряженность», хотя он настаивал на том, что его марши были мирными. В своей речи в 2019 году на собрании евреев-реформаторов Шарптон сказал, что он мог «сделать больше, чтобы исцелить, а не навредить». Он вспомнил, как получил звонок от Коретты Скотт Кинг в то время, во время которого она сказала ему: "Иногда вы склонны получить аплодисменты толпы, а не с высоту дела, и вы скорее скажете дешевые вещи, чтобы получить дешевые аплодисменты. чем делать высокие дела, чтобы поднять нацию выше ".

### Магазин моды Фредди
В 1995 году чёрная Церковь Троицы, Объединённый дом молитвы, которая владела торговой недвижимостью на 125-й улице, попросила еврейского арендатора Фредди, который управлял «Магазином моды Фредди» Фреда Харари, выселить своего давнего субарендатора магазина звукозаписей принадлежащий чернокожим под названием The Record. Shack. Шарптон возглавил акцию протеста в Гарлеме против запланированного выселения The Record Shack. Шарптон сказал протестующим: «Мы не будем стоять в стороне и не позволим им переместить нашего брата, чтобы какой-нибудь белый нарушитель мог расширить его бизнес».
Прошёл митинг против импичмента в 1998 году в поддержку президента Билла Клинтона.
8 декабря 1995 года Роланд Дж. Смит-младший, один из протестующих, вошел в магазин Харари с пистолетом и горючей жидкостью, застрелил нескольких покупателей и поджег магазин. Стрелок застрелился, а семь сотрудников магазина погибли от дыма. Сотрудники пожарной охраны обнаружили, что пожарная система магазина была отключена в нарушение местного пожарного кодекса. Шарптон утверждал, что преступник открыто критиковал себя и свою ненасильственную тактику. В 2002 году Шарптон выразил сожаление за то, что сделал расовое замечание «белый нарушитель», и отрицал ответственность за разжигание или провоцирование насилия.

### Амаду Диалло
В 1999 году Шарптон возглавил акцию протеста, чтобы повысить осведомленность о смерти Амаду Диалло, иммигранта из Гвинеи, который был застрелен сотрудниками полиции Нью-Йорка. Шарптон утверждал, что смерть Диалло была результатом жестокости полиции и расовой направленности. Семья Диалло была позже получила 3 миллионами долларов США по иску о неправомерной смерти, поданном против города.

### Тайша Миллер
В мае 1999 года Шарптон, Джесси Джексон и другие активисты протестовали против смертельной полицейской стрельбы в декабре 1998 года по Тайше Миллер в центральной части Риверсайда, штат Калифорния. Миллер, 19-летняя афроамериканка, сидела без сознания в запертом автомобиле с спущенным колесом и оставленным двигателем, припаркованным на местной заправке. После того, как её родственники позвонили по телефону 9-1-1, сотрудники полицейского управления Риверсайда, которые отреагировали на это происшествие, заметили пистолет на коленях у молодой женщины, и, согласно их рассказам, она дрожала, у неё шла пена изо рта и нуждалась в медицинской помощи. Когда офицеры решили разбить её окно, чтобы добраться до неё, и один из офицеров потянулся за оружием, она якобы проснулась и схватила свое огнестрельное оружие, побудив нескольких офицеров открыть огонь, сделав 23 выстрела и убив её. Когда окружной прокурор округа Риверсайд заявил, что соответствующие офицеры допустили ошибку, но не совершили никакого преступления, отказавшись предъявить им уголовное обвинение, Шарптон участвовал в акциях протеста, которые достигли своего зенита, когда протестующие вышли на оживленную автомагистраль SR 91, полностью парализовав движение. Шарптон был арестован за его участие и лидерство в этих протестах.
Шарптон сравнил специального прокурора — генерального прокурора Боба Абрамса с «мистером Гитлером».

### Вьекес
В 2001 году Шарптон был заключен в тюрьму на 90 дней по обвинению в незаконном проникновении, протестуя против армейских учений США по выполнению военных заданий в Пуэрто-Рико недалеко от места бомбардировки ВМС США. Шарптон, содержавшийся в тюрьме в Пуэрто-Рико в течение двух дней и затем заключенный в тюрьму в центре содержания под стражей в Бруклине 25 мая 2001 года, имеет удостоверение Федерального бюро тюрем № 21458-069. Он был освобожден 17 августа 2001 года.

### Усман Зонго
В 2002 году Шарптон участвовал в акциях протеста после смерти западноафриканского иммигранта Усмана Зонго. Зонго, который был безоружен, был застрелен полицейским под прикрытием во время рейда на склад в районе Челси на Манхэттене. Шарптон встретился с семьей, а также предоставил некоторые юридические услуги.

### Шон Белл
25 ноября 2006 года Шон Белл был застрелен в ямайском районе Квинса, штат Нью-Йорк, детективами в штатском из департамента полиции Нью-Йорка под градом из 50 пуль. Этот инцидент вызвал ожесточенную критику со стороны полиции и сравнил убийство Амаду Диалло в 1999 году. Трое из пяти детективов, участвовавших в перестрелке, в 2008 году предстали перед судом по обвинениям от непредумышленного убийства до безумной угрозы, но были признаны невиновными.
7 мая 2008 года в ответ на оправдательные приговоры офицерам Шарптон координировал мирные акции протеста на крупных речных переходах в Нью-Йорке, включая Бруклинский мост, мост Квинсборо, мост Триборо, Манхэттенский мост, Голландский туннель и Туннель Куинс-Мидтаун. Шарптон и около 200 других были арестованы.

### Данбар Вилладж
11 марта 2008 года Шарптон провел пресс-конференцию, чтобы осветить, по его словам, неравное обращение с четырьмя подозреваемыми насильниками в громком преступлении в жилищных проектах в деревне Данбар в Уэст-Палм-Бич, Флорида. Подозреваемые, которые были молодыми чернокожими мужчинами, были арестованы за то, что якобы изнасиловали и избили чернокожую гаитянку под дулом пистолета. Преступление также включало в себя принуждение женщины к оральному сексу у своего 12-летнего сына.
На своей пресс-конференции Шарптон сказал, что любые насильственные действия по отношению к женщине непростительны, но он считает, что к обвиняемым молодым относятся несправедливо, потому что они черные. Шарптон противопоставил обращение с подозреваемыми, которые остаются в тюрьме, с белыми подозреваемыми, причастными к групповому изнасилованию, которое, как он утверждал, было эквивалентно нападению на деревню Данбар, которые были освобождены после внесения залога.

### Памятный марш Возвращение мечты
28 августа 2010 года Шарптон и другие лидеры за гражданские права провели марш, посвященный 47-й годовщине исторического марша в Вашингтоне. После сбора в средней школе Данбар в Вашингтоне, округ Колумбия, тысячи людей прошли пять миль до Национального Молла.

### Таня Макдауэлл
В июне 2011 года Шарптон выступила на митинге в поддержку Тани Макдауэлл, которая была арестована и обвинена в воровстве за то, что она якобы зарегистрировала своего сына для детского сада в неправильном школьном округе по ложному адресу. Она утверждала, что проводила время в квартире в Бриджпорте, Коннектикут, и в приюте для бездомных в Норуолке, где был зарегистрирован её сын.

### Джордж Циммерман
После стрельбы Трейвона Мартина в 2012 году Джорджем Циммерманом Шарптон провел несколько акций протеста и митингов с критикой полицейского департамента Санфорда за организацию стрельбы и призвал арестовать Циммермана: «Циммерман должен был быть арестован в ту ночь. Вы не можете защитить себя от стаи „Кегли и чай со льдом“». Шон Хэннити обвинил Шарптона и канал MSNBC в «поспешном [суждении] по делу». MSNBC опубликовал заявление, в котором они сказали, что Шарптон «неоднократно призывал к спокойствию» и дальнейшему расследованию. После оправдания Циммермана Шарптон назвал приговор невиновным «злодеянием» и «пощечиной тем, кто верит в справедливость». Впоследствии Шарптон и его организация National Action Network провели митинги в нескольких городах. осудил приговор и призвал к «правосудию для Трейвона».

### Эрик Гарнер
После смерти Эрика Гарнера в июле 2014 года на Статен-Айленде, штат Нью-Йорк, от сотрудника полиции Нью-Йорка Даниэлем Панталео, Шарптон организовал мирную акцию протеста на Статен-Айленде во второй половине дня 19 июля и осудил использование полицией удушении при задержании Гарнера, говоря, что этому «нет никакого оправдания». Шарптон также планировал провести акцию протеста 23 августа, в ходе которой участники должны были проехать через мост Верразано-Нарроус, а затем отправиться на место ссоры и в офис окружного прокурора Дана Донована. Эта идея была отвергнута. Шарптон, провел мирный марш по Бэй-стрит на Статен-Айленде, где умер Гарнер; более 5000 человек вышли на демонстрацию.

### Марш священников за справедливость
28 августа 2017 года, в пятьдесят четвертую годовщину знаменитого Марша в Вашингтоне, в котором Мартин Лютер Кинг-младший произнес свою речь «У меня есть мечта», Шарптон организовал Марш священников за справедливость, пообещав собрать тысячу священников в Вашингтоне, округ Колумбия, чтобы сделать «единый моральный упрек» президенту Дональду Трампу. Появилось несколько тысяч религиозных лидеров, в том числе христиане, евреи, мусульмане и сикхи. Обозреватель «Вашингтон пост» Дана Милбанк пишет, что «президент Трамп, в конце концов, объединил нас. Он собрал преподобного Эла Шарптона и евреев».

## Политические взгляды
В сентябре 2007 года Шарптона спросили, считает ли он важным, чтобы в США был чёрный президент. Он ответил: «Это был бы замечательный момент, пока чёрный кандидат поддерживал интерес, который неизбежно поможет нашим людям. Многие из моих друзей пошли с Кларенсом Томасом и сожалеют об этом по сей день. Я не думаю, что просто потому что кто-то моего цвета, они мои. Но я готовлюсь к Обаме, но я ещё не там».
Шарптон высказался против жестокого обращения с животными в видео, записанном для организации Люди за Этическое Обращение с Животными.
Шарптон является сторонником равных прав для геев и лесбиянок, включая однополые браки. Во время своей президентской кампании 2004 года Шарптон сказал, что считает оскорбительным вопрос о обсуждении проблемы однополых браков. «Это все равно, что спросить, поддерживаю ли я чёрный брак или белый брак … Вывод заключается в том, что геи не похожи на других людей». Шарптон возглавляет массовое движение по ликвидации гомофобии в Чёрной церкви.
В 2014 году Шарптон начал продвигать реформу уголовного правосудия, сославшись на тот факт, что чернокожие составляют большую долю арестованных и заключенных в тюрьму в Америке.
В августе 2017 года Шарптон призвал федеральное правительство прекратить поддерживать Мемориал Джефферсону в Вашингтоне, округ Колумбия, потому что Томас Джефферсон владел рабами и имел детей от своей рабыни Салли Хемингс. Он сказал, что средства налогоплательщиков не должны использоваться для ухода за памятниками рабовладельцам, и что частные музеи предпочтительнее. «Люди должны понимать, что люди были порабощены. Наши семьи стали жертвами этого. Государственные памятники [таким людям, как Джефферсон] поддерживаются государственными фондами. Вы просите меня субсидировать оскорбление моей семьи».

## Полемика

### Комментарии о геях и лесбиянках
Шарптон сказал аудитории в колледже Кина в 1994 году: «Мы преподавали философию, астрологию и математику до того, как Сократ и их греческие гомосексуалисты когда-нибудь до него дошли» В 2007 году Шарптон защитил свои комментарии, сказав, что термин «гомо» не был гомофобным, но добавил, что он больше не использует этот термин. В 2005 году Шарптон призвал положить конец гомофобии в афро-американской общине. [90]

### Комментарии о мормонах
В течение 2007 года Шарптон был обвинен в фанатизме за комментарии, которые он сделал 7 мая 2007 года в отношении кандидата в президенты Митта Ромни и его религии мормонизм:
Что касается одного мормона, баллотирующегося на должность, те, кто действительно верит в Бога, все равно победят его, так что не беспокойтесь об этом; это временная ситуация.
В ответ представитель Ромни заявил журналистам, что «фанатизм по отношению к кому-либо из-за их убеждений недопустим». Католическая лига сравнила Шарптона с Доном Имусом и сказала, что его замечания «должны завершить его карьеру».
9 мая, во время интервью c Полой Зан NOW, Шарптон сказал, что его взгляды на мормонизм основаны на «традиционно расистских взглядах мормонской Церкви в отношении черных» и её интерпретации так называемого «проклятия Хама» 10 мая Шарптон связался с двумя апостолами Церкви Иисуса Христа Святых последних дней и извинился перед ними за свои замечания и попросил встретиться с ними. Представитель Церкви подтвердил, что Шарптон позвонил и сказал, что «мы очень ценим это обращение преподобного Шарптона и считаем этот вопрос закрытым». Он также принес извинения «любому члену мормонской церкви», который был оскорблен его комментариями. Позже в том же месяце Шарптон отправился в Солт-Лейк-Сити, штат Юта, где он встретился со старейшиной М. Расселом Баллардом, лидером Церкви, и старейшиной Робертом Оуксом, председателем Церкви.

### Расовые комментарии
13 февраля 1994 года Шарптон сказал студенческой аудитории в колледже Кин в Нью-Джерси: «Белые люди были в пещерах, пока мы строили империи», — сказал он. "Мы построили пирамиды до того, как Дональд Трамп даже знал, что такое архитектура. Мы преподавали философию и астрологию [sic] и математику до того, как Сократ и их греческие гомосексуалисты ещё не обрались до них. Придет ли какой-нибудь взломщик и скажет вам: "Ну, мать и отец, кровь возвращайся на Мэйфлауэр, «лучше держи свой карман. Гордиться нечем, это означает, что их предки были жуликами».
Он высмеял умеренных чернокожих политиков, близких к Демократической партии, как «коктейль из негров» или «желтых негров».

### Дело об изнасиловании Таваны Броули
28 ноября 1987 года Тавана Броули, 15-летняя темнокожая девочка, была найдена испачканной фекалиями, лежащей в мусорном пакете; её одежда была порвана и сожжена, а на её телу были написаны различные оскорбления и эпитеты. Броули утверждала, что на неё напали и изнасиловали шесть белых мужчин, некоторые из которых были полицейскими, в городе Уаппингер, Нью-Йорк.
Адвокаты Альтон Х. Мэддокс и К. Вернон Мейсон присоединились к Шарптону в поддержку Броули. Большое жюри было созвано; после семи месяцев изучения полицейских и медицинских документов присяжные нашли «неопровержимые доказательства» того, что Броули сфабриковал свою историю. Шарптон, Мэддокс и Мейсон обвинили прокурора округа Датчесс Стивена Пагонеса в расизме и в том, что он был одним из виновников предполагаемого похищения и изнасилования. Трое были успешно привлечены к ответственности за клевету, и им было приказано выплатить 345 000 долларов США за ущерб, при этом суд присяжных признал Шарптона ответственным за семь клеветнических заявлений о Пагонесе, Мэддоксе на двоих и Мейсоне на одного. Шарптон отказался выплатить свою долю ущерба; это было позже оплачено многими чернокожими лидерами бизнеса, включая Джонни Кокрэна.
В 2007 году Шарптон сказал, что он будет заниматься тем же делом сегодня, с той лишь разницей, что он не сделал бы это настолько личным против Пагонеса. Он сказал, что он все ещё чувствовал, что у Броули было хорошее дело, чтобы предстать перед судом, и сказал в интервью: «Я не согласен с большим жюри о деле Броули. Я полагал, что было достаточно доказательств, чтобы пойти суд. Большое жюри заявило, что не было. Хорошо, хорошо. Имею ли я право не соглашаться с большим жюри? Многие американцы считают, что О.Дж. Симпсон был виновен. Жюри заявило, что это не так. Поэтому я имею такое же право задавать вопросы присяжным, как и они. Разве это делает их расистами? Нет! Они просто не согласились с судом присяжных. Я тоже.»

### Работа информатором ФБР
Шарптон сказал в 1988 году, что он работал с правительственными органами, чтобы остановить поток крэк-кокаина в черные кварталы. Он опроверг информацию о лидерах гражданских прав.
В 2002 году «Настоящие спортивные состязания HBO» с Брайантом Гамбелем транслировали видеозапись 19-летней давности ФБР о секретной операцией, в которой Шарптон показан вместе с агентом ФБР под прикрытием, изображающим из себя латиноамериканского бизнесмена и известного капитана преступной семьи Коломбо. В ходе обсуждения агент под прикрытием предложил Шарптону 10 % комиссионных за организацию продажи лекарств. На видеозаписи Шарптон в основном кивает и позволяет агенту ФБР вести большую часть разговоров. Ни одна сделка с наркотиками не была завершена, и Шарптону не было предъявлено никаких обвинений в результате записи.
В апреле 2014 года веб-сайт The Smoking Gun получил документы, свидетельствующие о том, что Шарптон стал информатором ФБР в 1983 году после роли Шарптона в борьбе с наркотиками с участием капитана преступной семьи Коломбо Майкла Францезе. Предполагается, что Шарптон записал компрометирующие разговоры с бандитами из семейства Дженовезе и Гамбино, что способствовало предъявлению обвинений нескольким фигурам преступного мира. Шарптон упоминается в документах ФБР как «CI-7».
Резюмируя свидетельства, подтверждающие, что Шарптон был активным информатором ФБР в 1980-х годах, Уильям Бастон, основатель «Smoking Gun», заявил: "Если он (Шарптон) не считает себя информатором, " Дженовезе «из ФБР и полиции Нью-Йорка Чиновники точно знали, что он информатор, ему платили за то, что он был информатором, он нес портфель с записывающим устройством в нём, и он делал тайные записи на магнитной ленте члена семьи преступника Гамбино 10 раз в качестве информатора. по указанию ФБР, он был подготовлен ФБР, был передан портфель ФБР и был опрошен после встреч. Это информатор „. Шарптон оспаривает части обвинений.
Предполагается, что Шарптон тайно записывал разговоры с чернокожими активистами в 1980-х годах о Джоан Чезимард (Ассата Шакур) и других подпольных черных боевиках. Активист-ветеран Ахмед Обафеми сообщил New York Daily News, что давно подозревал Шарптона в том, что он записал его на пленку с магнитофоном в портфеле.

### LoanMax
В 2005 году Шарптон появился в трех рекламных роликах для LoanMax, предоставляющей ссуды титульной автомобильной компании. Он был подвергнут критике за его появление, потому что LoanMax по сообщениям взимает сборы, которые эквивалентны 300 % годовых кредитов.

### Налоговые вопросы
В 1993 году Шарптон признал себя виновным в проступке за то, что не подал государственную декларацию о подоходном налоге. Позже власти обнаружили, что одна из коммерческих компаний мистера Шарптона, Raw Talent, которую он использовал в качестве хранилища денег для выступлений, также не платила налоги, и эта неудача продолжалась годами.
9 мая 2008 года Ассошиэйтед Пресс сообщило, что Шарптон и его предприятия были должны почти 1,5 миллиона долларов в виде неуплаченных налогов и штрафов. Шарптон задолжал федеральному подоходному налогу 931 000 долларов США и 366 000 долларов США Нью-Йорку, а его коммерческая компания Rev. Al Communications задолжала государству ещё 176 000 долларов США.
19 июня 2008 года New York Post сообщила, что Служба внутренних доходов направила повестки в несколько корпораций, которые пожертвовали Национальной сети действий Шарптона. В 2007 году генеральный прокурор штата Нью-Йорк Эндрю Куомо начал расследование деятельности Национальной сети действий, поскольку она не смогла составить надлежащие финансовые отчеты, необходимые для некоммерческих организаций. Согласно сообщению, несколько крупных корпораций, в том числе Anheuser-Busch и Colgate-Palmolive, пожертвовали тысячи долларов Национальной сети действий. Почта утверждала, что Национальная сеть действий сделала пожертвования для предотвращения бойкотов или митингов.
Шарптон противодействовал следственным действиям, обвиняя их в том, что они отражали политическую повестку дня агентств США.
29 сентября 2010 года Роберт Снелл из The Detroit News сообщил, что Служба внутренних доходов подала уведомление о выплате федерального налогового залога против Sharpton в Нью-Йорке на сумму более 538 000 долларов США. [115] Адвокат Шарптона утверждает, что уведомление о федеральном налоговом залоге относится к декларации Шарптона по федеральному подоходному налогу за 2009 год, срок которой был продлен до 15 октября 2010 года, согласно адвокату. Однако в докладе Снелла говорится, что залоговое удержание относится к налогам, начисленным в течение 2009 года.
По данным The New York Times, Шарптон и его коммерческие предприятия должны заплатить 4,5 миллиона долларов в виде государственных и федеральных налогов по состоянию на ноябрь 2014 года.

## Личная жизнь
В 1971 году во время гастролей с Джеймсом Брауном он встретил будущую жену Кэти Джордан, которая была запасной певицей. Шарптон и Джордан поженились в 1980 году. Пара рассталась в 2004 году. В июле 2013 года газета «New York Daily News» сообщила, что у Шарптона, который все ещё был женат на своей второй жене (первой из них была Марша Тинсли), теперь была самопровозглашенная «подруга», Аиша МакШоу, в возрасте 35 лет, и что пара «была новостью в течение многих месяцев …. сфотографировала на изящных стенах по всей стране». По сообщению Daily News, МакШоу профессионально назвала себя «личным стилистом» и «личным банкиром».
Шарптон является почетным членом братства Phi Beta Sigma.

### Религия
Шарптон получил лицензию и был рукоположен служителя пятидесятников епископом Ф. Д. Вашингтоном в возрасте девяти или десяти лет. После смерти епископа Вашингтона в конце 1980-х годов Шарптон стал баптистом. Он был крещен в качестве члена Баптистской церкви Вифании в 1994 году Преподобным Уильямом Августом Джонсом и стал баптистским священником.
В течение 2007 года Шарптон участвовал в публичных дебатах с писателем-атеистом Кристофером Хитченсом, отстаивая свою религиозную веру и веру в существование Бога.

### Попытки убийства
12 января 1991 года Шарптон избежал серьёзной травмы, когда ему был нанесен удар в грудь на школьном дворе при П. С. 205 Майкл Риккарди, в то время как Шарптон готовился провести протест через Бенсонхерст в Бруклине, Нью-Йорк. Находящийся в состоянии алкогольного опьянения злоумышленник был задержан помощниками Шарптона и передан полиции, которые присутствовали на запланированном акции протеста.
В 1992 году Риккарди был осужден за нападение первой степени. Шарптон попросил судью о снисхождении при вынесении приговора Риккарди. Судья приговорил Риккарди к 15 годам тюремного заключения, и он отбыл десять лет тюремного заключения, а 8 января 2001 года он был условно-досрочно освобожден.
Шарптон, хотя и прощал своего злоумышленника и просил о снисхождении от его имени, подал иск против Нью-Йорка, утверждая, что многие присутствующие полицейские не смогли защитить его от нападавшего. В декабре 2003 года он, наконец, получил компенсацию в 200 000 долларов, как только начался отбор присяжных.

### Косвенное родственные связи со Стромом Термондом
В феврале 2007 года генеалог Меган Смоленяк обнаружила, что прадед Шарптона, Коулман Шарптон, был рабом, принадлежавшим Джулии Термонд, чей дедушка был прапрадедом Строма Тёрмонда. Коулман Шарптон был позже освобожден.
Термонд был известен как сенатор, который дольше всех служил (на момент его смерти), который был главным сторонником расовой сегрегации в середине 20-го века. Незаконная дочь Термонда, Эсси Мэй Вашингтон-Уильямс, заявила, что она будет приветствовать Шарптона в семье, если анализ ДНК покажет, что он является родственником. В одном из интервью Шарптон сказал, что не планирует проводить анализ ДНК, чтобы выяснить, имеет ли он к этому отношение отношение.
Он был свободным сторонником расовой сегрегации в середине 20-го века. Незаконная дочь Термонда, Эсси Мэй, Вашингтон-Уильямс, заявила, что она будет приветствовать Шарптона в семье, если анализ ДНК покажет, что он является родственником. [В одном из интервью Шарптон сказал, что не собирается проводить анализ ДНК.
Фамилия Шарптон произошла от предыдущего рабовладельца Колемана Шарптона, которого назвали Александром Шарптоном.

### Потеря веса
После десятилетий ожирения Шарптон потерял более 100 фунтов за четыре с половиной года, закончившихся в октябре 2014 года.

## Политические кампании
Шарптон несколько раз безуспешно баллотировался на выборные должности. После своих неудачных попыток он заявил, что победа в выборах, возможно, не была его целью, сказав в интервью: "Большая часть критики в отношении меня со стороны средств массовой информации предполагает их цели, и они навязывают их мне. Что ж, это могут быть не мои цели. они скажут: «Ну, Шарптон не занял политический пост». Но это может и не было моей целью! Может быть, я баллотировался на политические посты, чтобы повлиять на дебаты или поднять вопрос социальной справедливости ". Шарптон баллотировался на место в Сенате Соединенных Штатов из Нью-Йорка в 1988, 1992 и 1994 годах. В 1997 году он баллотировался на пост мэра Нью-Йорка. Во время своего предложения 1992 года он и его жена жили в доме в Энглвуде, штат Нью-Джерси, хотя он говорил, что его местом жительства была квартира в Бруклине.
15 декабря 2005 года Шарптон согласился выплатить 100 000 долларов, которые он получил от федерального правительства на свою президентскую кампанию в 2004 году, в государственный фонд. Возврат был необходим, потому что Шарптон превысил федеральные ограничения на личные расходы для своей кампании. В то время в его последних заявках в Федеральную избирательную комиссию (с 1 января 2005 года) указывалось, что кампания Шарптона все ещё имела долги в размере 479 050 долл. США, а сам Шарптон был должен 145 146 долл. США за «Подготовку письма для сбора средств — Кинко».
В 2009 году Федеральная избирательная комиссия объявила о наложении штрафа в размере 285 000 долларов на предвыборную президентскую команду Шарптона в 2004 году за нарушение правил финансирования во время его президентской кампании.
В 2007 году Шарптон заявил, что не будет участвовать в президентской гонке 2008 года.

## Работа на телевидении
Шарптон снимался в камео в фильмах «Cold Feet», «Bamboozled», «Mr. Deeds» и Malcolm X. Он также появлялся в эпизодах телевизионных шоу «New York Undercover», «Law and Order: Special Victim Unit», «Girlfriends», «My wife and Kids», «Rescue me» и «Boston Legal». Он вёл на Spike TV телевизионное реалити-шоу «Я ненавижу свою работу» и эпизод «Субботней ночью в прямом эфире». Он приглашался на Weekends at the DL на Comedy Central и снимался в телевизионной рекламе кампании Фернандо Феррера на выборах мэра Нью-Йорка в 2005 году.
В 1988 году во время выступления на «Шоу Мортона Дауни-младшего» Шарптон и национальный председатель Конгресса по расовому равенству Рой Иннис вступили в ожесточенный спор по делу Таваны Броули, и Иннис столкнул Шарптона на пол.
В 1999 году Шарптон появился в документальном фильме о чёрном национализме, снятом Луи Теро в рамках серии «Странные выходные».
Во время проведения церемонии премии «Тони» 2005 года Шарптон появился в числе актёров «The 25th Annual Putnam County Spelling Bee». В 2009 году он вёл передачу WWE Raw.

## Работа на радио
В июне 2005 года Шарптон подписал контракт с Matrix Media на создание и ведение двухчасовой ежедневной разговорной программы в прямом эфире, но она так и не вышла в эфир. В ноябре 2005 года Шарптон подписал контракт с Radio One на проведение ежедневной общенациональной радиопередачи, которая вышла в эфир 30 января 2006 года и называлась «Keepin It Real вместе с Al Sharpton».
29 августа 2011 года Шарптон стал ведущим PoliticsNation, шоу MSNBC, которое первоначально транслировалось по будням в 18:00 по восточному времени. В октябре 2015 года программа была перенесена на воскресное утро, один час в неделю. Он продолжает быть постоянным автором Morning Joe.

## Книги
Шарптон написал три книги: «Go and Tell Pharaoh» с соавторстве с Ником Чайлсом, «Al on America» и «The Rejected Stone: Al Sharpton and the Path to American Leadership».

## Цитаты
1. ↑  «У меня есть мечта» — это публичная речь, которую произнес американский активист за гражданские права Мартин Лютер Кинг-младший во время марша в Вашингтоне за рабочие места и свободу 28 августа 1963 года, в котором он призвал к гражданским и экономическим правам и к прекращению расизму в Соединенных Штатах. Эта речь, произнесенная более чем перед 250 000 сторонниками гражданских прав со ступеней Мемориала Линкольну в Вашингтоне, округ Колумбия, стала определяющим моментом движения за гражданские права и одной из самых знаковых речей в американской истории.